# Christian Friedrich Budenberg

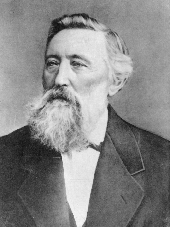
Christian Friedrich Budenberg

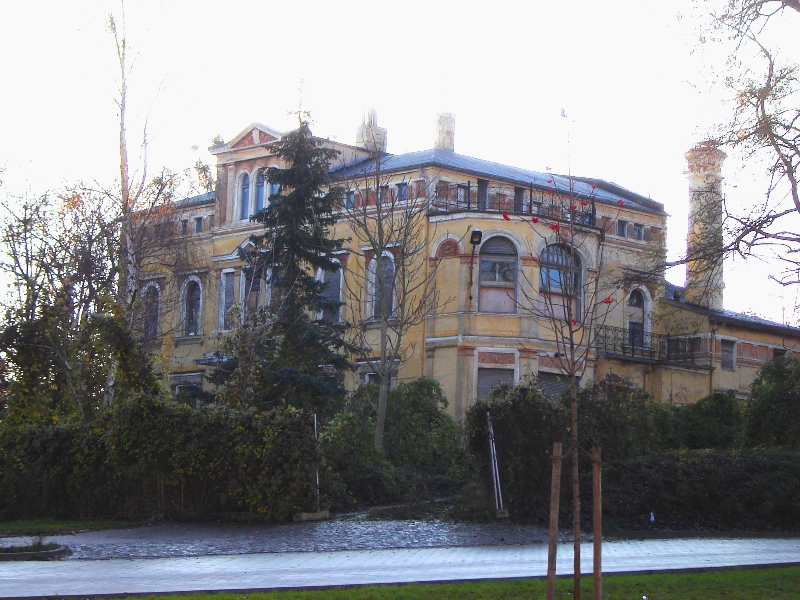
Villa Budenberg in Buckau (2006)

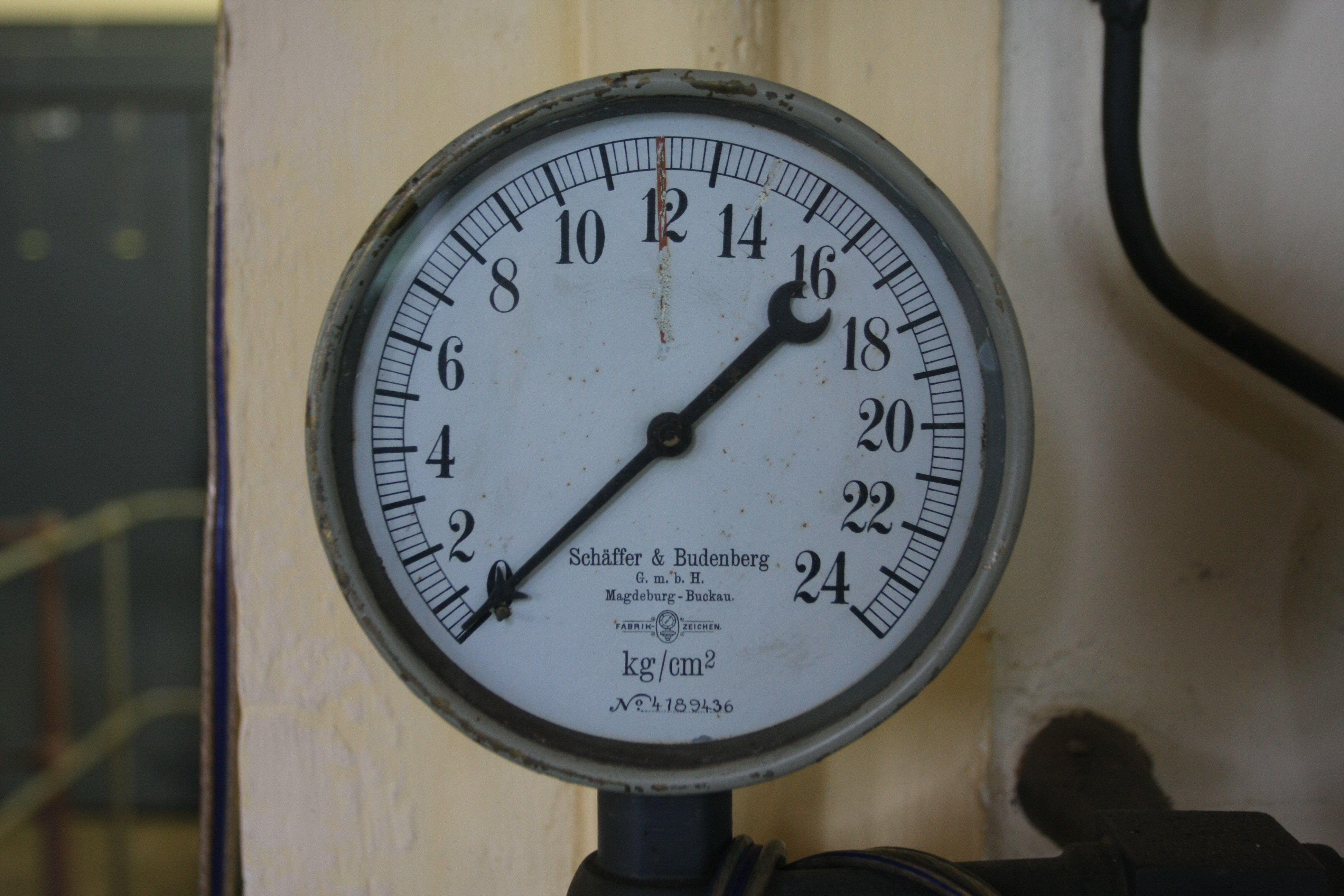
Druckmessgerät der Schäffer & Budenberg GmbH in der Brikettfabrik Louise

Christian Friedrich Budenberg (* 21. Dezember 1815 in Auf der Hobe bei Neuenkirchen, Osnabrücker Land; † 11. September 1883 in Buckau bei Magdeburg) war ein deutscher Kaufmann, Unternehmer und Mitbegründer des Maschinenbau-Unternehmens Schäffer & Budenberg.

## Leben
Budenberg wurde als Sohn eines Kolonialwarenhändlers geboren. Von 1833 bis 1836 absolvierte er eine kaufmännische Lehre in Bielefeld.
1850 unterbreitete ihm sein Schwager Bernhard Schäffer ein Angebot zur Gründung eines Unternehmens in Magdeburg. Zusammen mit dem Mechanikermeister Franz Primavesi gründeten beide die Mechanische Werkstatt Schäffer & Co. Sie produzierten Plattenfedermanometer, wofür Schäffer 1849 ein Patent erhalten hatte. Bereits 1852 schied Primavesi wieder aus dem Unternehmen aus, die Firma wurde in Schäffer & Budenberg geändert. Budenberg war im Unternehmen für die kaufmännische Seite, Schäffer für die technische Entwicklung zuständig. 1859 verlagerte das Unternehmen wegen des steigenden Platzbedarfs seinen Sitz nach Buckau. Budenberg lebte dort in der Villa Budenberg. In den folgenden Jahren wurden Niederlassungen in Manchester, Sankt Petersburg, Stockholm, Zürich, Lüttich, New York und an weiteren Orten gegründet.
Gegen den Widerstand der Buckauer Bürgerversammlung setzte Budenberg 1862 zusammen mit Christian Andreas Schmidt den Bau einer Gasanstalt durch, die von ihm selbst finanziert wurde. 
1881 wurde ihm der Ehrentitel Kommerzienrat verliehen. Im Magdeburger Stadtteil Buckau wurde die Budenbergstraße nach ihm benannt.
Budenberg ist gemeinsam mit seiner Ehefrau im Budenberg-Mausoleum in Buckau beigesetzt.